# Jill Ireland
Jill Ireland (Londres, Anglaterra, 24 d'abril del 1936 − Malibú, Califòrnia, Estats Units, 18 de maig del 1990) va ser una actriu anglesa.

## Biografia
Jill Ireland va néixer a Londres, filla d'un vinater. Va començar una incipient carrera com a actriu el 1955 en participar en els films Simon i Laura i The Woman for Joe (tots dos el 1955); Tres homes en una barca (1956); després participaria en Ruta infernal (1957) i Robatori a mà armada (1957).
Aquest mateix any contrauria matrimoni amb l'actor escocès David McCallum, que estava en l'apogeu de la seva carrera (sèrie L'agent de C.I.P.O.L). Mentre va estar casada amb McCallum, Ireland va participar en alguns films al costat d'aquest actor, com la sèrie The Man from UNCLE en diversos capítols entre 1964 i 1967. Es divorciarien el 1967.
El 1968, Irlanda es va casar amb Charles Bronson, a qui havia conegut quan ell i McCallum filmaven La gran evasió (1963) alguns anys abans. Bronson va incloure la participació de la seva esposa com un requisit per participar en films cada vegada que es requerís una acompanyant femenina com a parella en el film. D'aquesta manera, va aparèixer al costat de Bronson a Fredament, sense motius personals (1972), amb Steve Vinovich, Yarnall Celeste i Alan Gibbs; a Fugida suïcida (1975), amb Roy Jenson i a Nevada exprés (1975), amb Ed Lauter.
El 1984 se li va detectar un agressiu càncer de mama i va començar una llarga batalla contra la malaltia. Es va convertir en portaveu de la Societat Americana del Càncer i li fou concedida la Medalla al Valor pel president Ronald Reagan el 1988.
De la unió amb McCallum vindrien dos fillsː Valentine (morta en néixer), el 1962, i Paul, nascut el 1963. A més, tenia un fill adoptiu anomenat Jason, que moriria per sobredosi d'heroïna el 1989. De la unió amb Bronson va néixer Zuleika i després van adoptar Katrina.
Va escriure dos llibres: l'un sobre la seva lluita contra el tipus de càncer que va patir i l'altre sobre la seva experiència amb la drogoaddicció del seu fill Jason. Finalment, va morir de càncer el 18 de maig del 1990 a Malibú, Califòrnia.

## Filmografia
| Pel·lícula | Pel·lícula                                            | Pel·lícula                                                 | Pel·lícula                                                                                 |
| Any        | Pel·lícula                                            | Paper                                                      | Notes                                                                                      |
| ---------- | ----------------------------------------------------- | ---------------------------------------------------------- | ------------------------------------------------------------------------------------------ |
| 1955       | The Woman for Joe                                     | Bit Part                                                   |                                                                                            |
| 1955       | Oh... Rosalinda!!                                     | Lady                                                       |                                                                                            |
| 1955       | Simon i Laura (Simon and Laura)                       | Recepcionista de Burton                                    | No surt als crèdits                                                                        |
| 1956       | Tres homes en una barca (Three Men in a Boat)         | Bluebell Porterhouse                                       |                                                                                            |
| 1957       | There's Always a Thursday                             | Jennifer Potter                                            |                                                                                            |
| 1957       | Ruta infernal (Hell Drivers)                          | Jill, Pull In Waitress                                     | també: Hard Drivers                                                                        |
| 1957       | Robatori a mà armada (Robbery Under Arms)             | Jean Morrison                                              |                                                                                            |
| 1958       | The Big Money                                         | Doreen Frith                                               |                                                                                            |
| 1959       | Carry On Nurse                                        | Jill Thompson                                              |                                                                                            |
| 1959       | The Desperate Man                                     | Carol Bourne                                               |                                                                                            |
| 1959       | The Ghost Train Murder                                | Sally Burton                                               | També: Scotland Yard: The Ghost Train Murder                                               |
| 1960       | Girls of the Latin Quarter                            | Jill                                                       |                                                                                            |
| 1961       | So Evil, So Young                                     | Ann                                                        |                                                                                            |
| 1961       | Jungle Street                                         | Sue                                                        | També: Jungle Street Girls                                                                 |
| 1961       | Raising the Wind                                      | Janet                                                      | També: Roommates                                                                           |
| 1962       | The Battleaxe                                         | Audrey Page                                                |                                                                                            |
| 1962       | Twice Round the Daffodils                             | Janet                                                      | També: What a Carry On: Twice Round the Daffodils                                          |
| 1968       | Villa Rides                                           | Noia en un restaurant                                      |                                                                                            |
| 1969       | Twinky                                                | Noia a l'aeroport                                          | No surt als crèdits                                                                        |
| 1970       | Rider on the Rain                                     | Nicole                                                     | També: Le Passager de la Pluie                                                             |
| 1970       | Città violenta                                        | Young Bram                                                 | També: Violent City                                                                        |
| 1970       | De part dels amics (Cold Sweat)                       | Moira                                                      |                                                                                            |
| 1971       | Someone Behind the Door                               | Frances Jeffries                                           | També: Quelqu'un derrière la porte                                                         |
| 1972       | Els secrets de la cosa nostra (The Valachi Papers)    | Maria Reina Valachi                                        |                                                                                            |
| 1972       | Fredament, sense motius personals (The Mechanic)      | Noia                                                       | També: Killer of Killers                                                                   |
| 1973       | Valdez Horses                                         | Catherine                                                  | També: Chino, Valdez the Halfbreed & Wild Horses                                           |
| 1975       | Fugida suïcida (Breakout)                             | Ann Wagner                                                 |                                                                                            |
| 1975       | El lluitador (Hard Times)                             | Lucy Simpson                                               | També: Street Fighter & The Streetfighter                                                  |
| 1975       | Nevada exprés (Breakheart Pass)                       | Marica                                                     |                                                                                            |
| 1976       | Del migdia a les tres (From Noon till Three)          | Amanda                                                     |                                                                                            |
| 1979       | Amor i bales (Love and Bullets)                       | Jackie Pruit                                               |                                                                                            |
| 1982       | Death Wish II                                         | Geri Nichols                                               |                                                                                            |
| 1987       | El guardaespatlles de la primera dama (Assassination) | Lara Royce Craig                                           |                                                                                            |
| 1987       | Caught                                                | Janet Devon                                                |                                                                                            |
| Televisió  |                                                       |                                                            |                                                                                            |
| Any        | Títol                                                 | Paper                                                      | Notes                                                                                      |
| 1959       | The Voodoo Factor                                     | Renee                                                      |                                                                                            |
| 1960       | Juke Box Jury                                         |                                                            | 1 episodi                                                                                  |
| 1961       | Armchair Theatre                                      | Sybil Vane                                                 | 1 episodi                                                                                  |
| 1961       | Kraft Mystery Theatre                                 |                                                            | 1 episodi                                                                                  |
| 1961       | Ghost Squad                                           | Anna                                                       | 1 episodi                                                                                  |
| 1963       | Richard the Lionheart                                 | Marianne                                                   | 1 episodi                                                                                  |
| 1964       | Ben Casey                                             | Julie Carr                                                 | 1 episodi                                                                                  |
| 1964       | The Third Man                                         | Julia                                                      | 1 episodi                                                                                  |
| 1964       | Voyage to the Bottom of the Sea                       | Julie Lyle                                                 | 1 episodi                                                                                  |
| 1964–1967  | The Man From U.N.C.L.E.                               | diversos papers                                            | 5 episodis                                                                                 |
| 1965       | My Favorite Martian                                   | Zelda                                                      | 1 episodi                                                                                  |
| 1965–1966  | 12 O'Clock High                                       | Alyce Carpenter "The Hotshot"/Sara Blodgett "The Survivor" | 2 episodis                                                                                 |
| 1966       | The Wackiest Ship in the Army                         |                                                            | 1 episodi                                                                                  |
| 1966       | Arrels profundes (Shane)                              | Marian Starrett                                            | 17 episodis                                                                                |
| 1967       | Star Trek                                             | Leila Kalomi                                               | 1 episodi: "This_Side_of_Paradise"                                                         |
| 1968       | Mannix                                                | Ellen Kovak                                                | 1 episodi: "To The Swiftest, Death"                                                        |
| 1969       | Daniel Boone                                          | Angela                                                     | 1 episodi: "The Traitor"                                                                   |
| 1972       | Night Gallery                                         | Ann Loring                                                 | 1 episodi: "The Miracle at Camafeo"/"The Ghost of Sorworth Place" [segon segment, "Ghost"] |
| 1980       | The Girl, the Gold Watch & Everything                 | Charla O'Rourke                                            | telefilm                                                                                   |